# Burley (Idaho)
Burley város az USA Idaho államában, Cassia megyében, melynek megyeszékhelye is. Lakosainak száma 11 704 fő (2020. április 1.).

## Népesség
A település népességének változása:

| 2010 | 10 345 |
| 2020 | 11 704 |